# 貝加河
52°4′38.75″N 8°44′25.45″E / 52.0774306°N 8.7404028°E

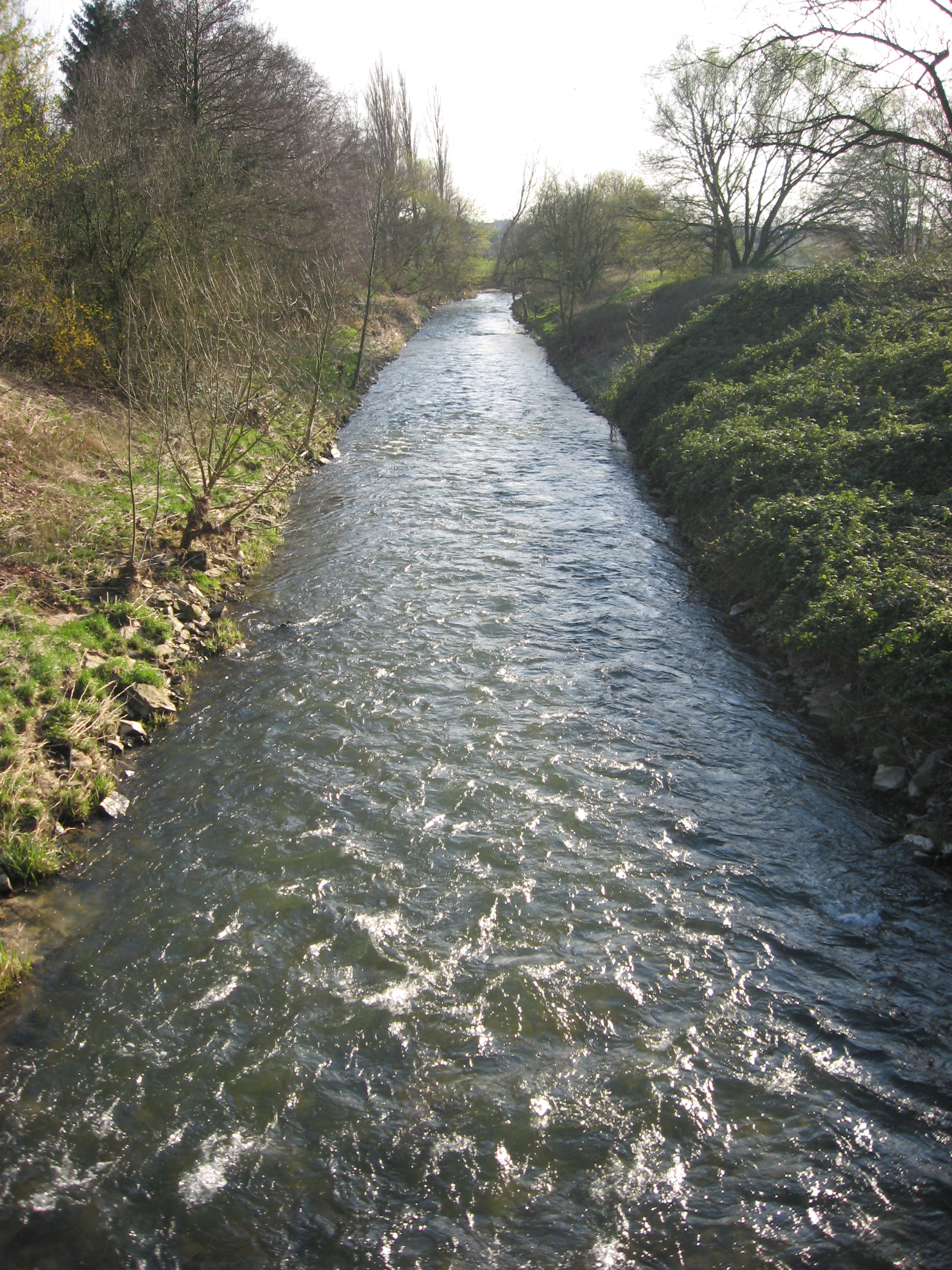

貝加河（德語：Bega），是德國的河流，位於該國西部，處於北萊茵-威斯特法倫州，屬於韋勒河的左支流，河道全長44公里，流域面積376平方公里，發源自巴恩特魯普以南，河口處在巴特薩爾茨烏夫倫。